# Compsorhipis longicornis
Compsorhipis longicornis är en insektsart som beskrevs av Yin, X.-c. och Wenqiang Wang 2005. Compsorhipis longicornis ingår i släktet Compsorhipis och familjen gräshoppor. Inga underarter finns listade i Catalogue of Life.